# Arctostaphylos densiflora
Arctostaphylos densiflora,  es una especie muy rara de manzanita. 

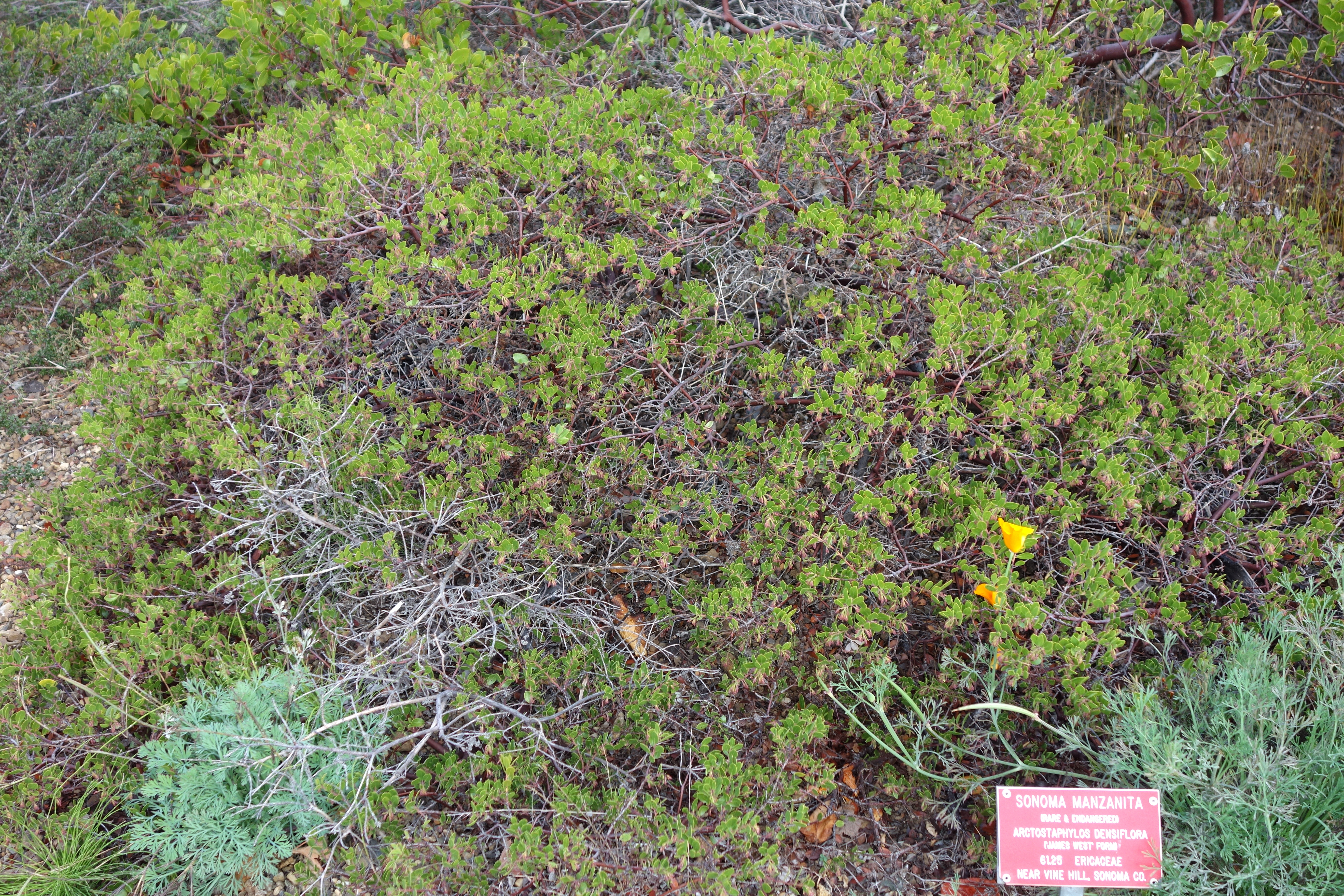
Vista de la planta

## Distribución y hábitat
Es endémica del Condado de Sonoma, California, en donde se conoce de una sola población de 20 a 30 plantas individuales. Estos últimos miembros silvestres de las especies están en tierra cerca de Sebastopol, que es propiedad y está protegida por la Sociedad de Plantas Nativas de California. Además, hay nueve y cincuenta y cinco plantas de este taxón manzanita creciendo en la propiedad privada a una milla de distancia. El hábitat local es principalmente el chaparral en suelos arenosos de esquisto.

## Descripción
Arctostaphylos densiflora  es un pequeño arbusto que crece en racimos, se extienden por el suelo bajo hasta un metro de altura. Las hojas verdes brillantes son ovales a ampliamente lanceoladas y de menos de tres centímetros de largo. Lleva inflorescencias con las flores en forma de urna de color rosa brillante. El fruto es una drupa de alrededor de medio centímetro de ancho.

## La diferenciación de especies
A. densiflora probablemente apareció hace unos 1,5 millones de años, aunque el propio género Arctostaphylos surgió en la era del Mioceno.

## Taxonomía
Arctostaphylos densiflora fue descrito por Milo Samuel Baker y publicado en Leaflets of Western Botany 1(4): 31–32. 1932.
Etimología
Arctostaphylos: nombre genérico que deriva de las palabras griegas arktos =  "oso", y staphule = "racimo de uvas", en referencia al nombre común de las especies conocidas  y tal vez también en alusión a los osos que se alimentan de los frutos de uva.
densiflora: epíteto latíno que significa "denso de flores"
Sinonimia
- Arctostaphylos uva-ursi var. densiflora (Baker) Roof	[6]